# Alicates de punta

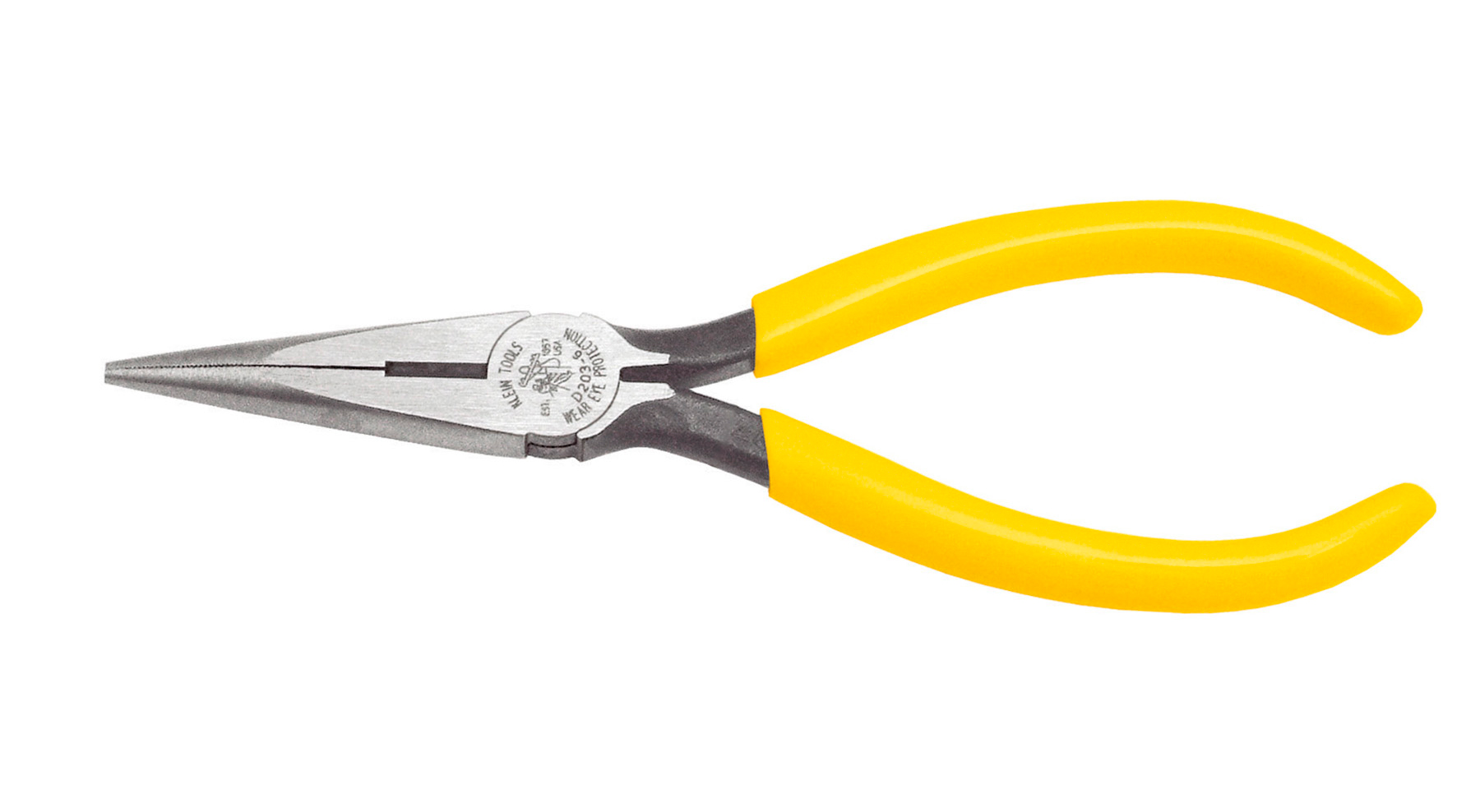
Klein Tools D203-6

Les  alicates de punta  o  alicates de punta fina, són unes alicates de subjecció (i de vegades tall) usades pels electricistes i altres artesans per doblegar, reposicionar i, de vegades, tallar filferros.
Gràcies a la seva forma allargada, són útils per agafar objectes en cavitats on els cables, femelles cargols o altres materials s'han encallat o són inaccessibles per als dits o altres mitjans.